# Shimi
Shimi è un brano musicale rap interpretato da Amir e Nefer, pubblicato come singolo nel 2006.

## Video
Il video musicale mostra il cantante egiziano duettare con la sorella. Tormento vi fa un'apparizione.